# Xorides splendens
Xorides splendens är en stekelart som först beskrevs av Charles Thomas Brues 1918.  Xorides splendens ingår i släktet Xorides och familjen brokparasitsteklar. Inga underarter finns listade i Catalogue of Life.